# Tsavofloden

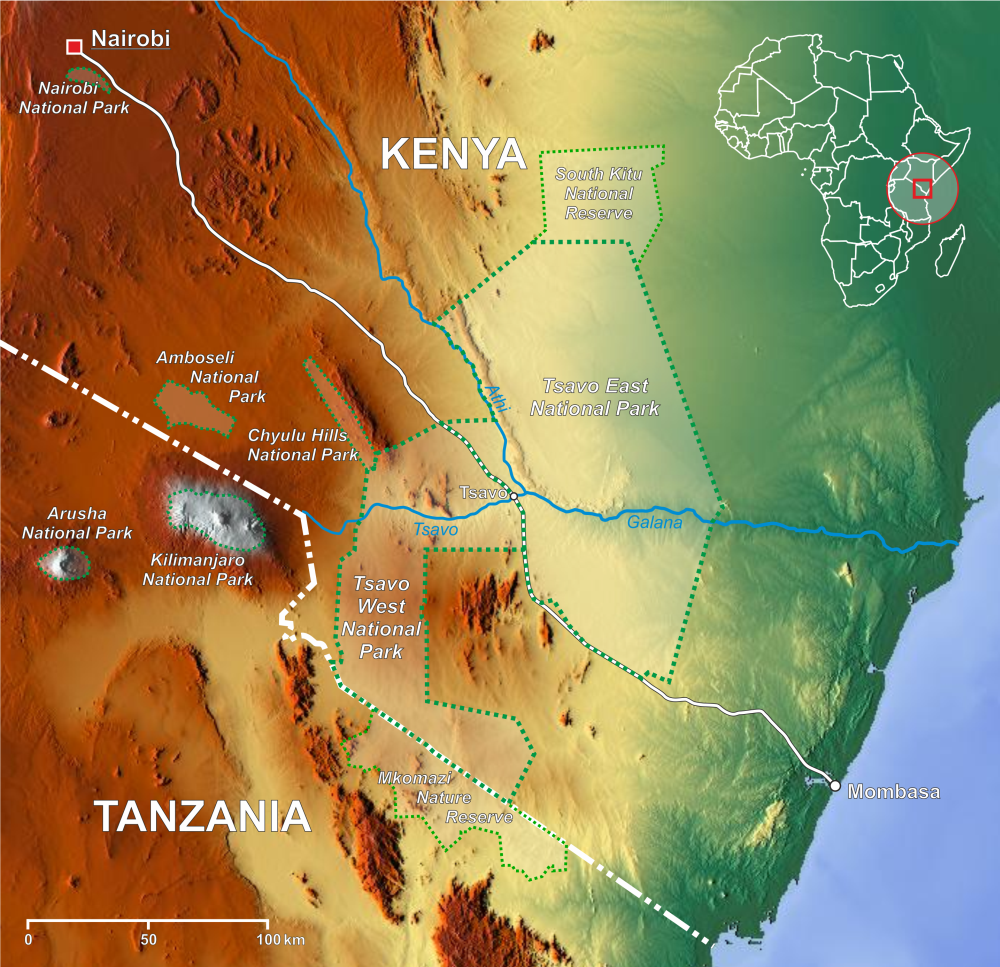
Engelskspråkig karta som visar Tsavofloden och de två tsavo-nationalparkerna

Tsavofloden flyter österut från Tsavo West nationalpark i Kenya i närheten av gränsen mot Tanzania, tills den når fram till Athifloden; efter sammanflödet kallas floden vanligen Galanafloden. Vattnet från Kilimanjaros sluttningar i Kenya rinner ner i floden, och den fylls på av Mazima-källorna, och torkar därmed inte ut under torrperioden. 
Floden innehåller fisk i stor mängd. 
Tsavofloden är den plats där Tsavo maneaters-incidenten, med två människoätande lejon som jagade järnvägsarbetare, inträffade 1898.